# 格普頓 (北卡羅萊納州)
格普頓（英語：Gupton）是位於美國北卡羅萊納州富蘭克林縣的非建制地區。

## 歷史
格普頓的郵局於1903年設立，其後於1938年停運。

## 地理
格普頓所處的海拔為高於海平面114米（即374英呎），而該地所採用的時區為UTC-5，即北美东部时区（EST）。同時該地設有夏令時間，為UTC-5調快一小時，即UTC-4（EDT）。